# Псимати
Псимати (англ. Pstalemate) — науково-фантастичний роман американського письменника Лестера дель Рей, вперше опублікований 1971 року.

## Зміст
Конструктор двигунів і племінник власника «Мотор-дженерал» Гарі Бронсон живе професійним і світським життям.
Коли в місті починаються масові жорстокі вбивства, його дядько розказує, що це акція ЦРУ, проти скорочення їхнього бюджету. Вони використали, досліджуваний ними, телепатичний тиск на людей. Гарі і сам піддається цьому тиску в безпам'ятстві жорстоко відлупцювавши бармена Боббі. Дядько розкриває йому, що він є одним із генетично створених бійців-телепатів із заміненими спогадами, і йому потрібно знайти інших подібних, які вже встигли схилитись до деструктивної поведінки.
Гарі знову потрапляє в неприємності вбивши дорожнього поліцейського. Він потрапляє до відділку, де один із затриманих вчить його медитації, щоб опиратись агресивних покликам.
Під час медитації Гарі бачить свого злого близнюка Ріка Сімпсона.
Гарі втікає з ув'язнення і добирається до бару Боббі, він розпитує про той вечір і офіціантку Елен.
Він рятує її він чергового телепатично контрольованого злочинця, вони стають коханцями.
Рік Сімсон викрадає Елен і викликає Гарі у віртуальну реальність, щоб викрасти його свідомість.
Гарі втікає, і найнявши Боббі та позичивши зброю у мафії, він збирається на пошуки звіра-телепата, який навіює агресивну поведінку, допомагаючи Сімпсону. Звір паралізує їх, але його вбиває Джоні, хатній робот Гарі, перероблена військова модель XZ подарована дядьком.
Боббі, Гарі та лікар який допомагав замінювати його спогади вирушають на пошуки Сімпсона.
Той разом з Елен є підключеним до віртуальної реальності. Щоб врятувати Елен, Гарі вирушає у той віртуальний світ на поєдинок з Сімпсоном. В скрутний момент знову приходить на допомогу робот Джоні і вбиває Сімпсона.
Гарі виходить з віртуальності, не змігши витягнути звідти свідомість Елен.
Їх одразу заарештовує поліція. Однак негайно з'являється керівництво ФБР і забирає їхню справу.
Гарі пропонують керівну посаду в ФБР в обмін на повернення свідомості Елен, яка була скопійована перед початком їхніх пригод. Надалі йому потрібно буде знайти свою сестру-близнючку, яка піддалась телепатичному впливу і утримується в психіатричній лікарні.